# Rogerinho
Rogério Miranda Silva est un footballeur brésilien né le 24 décembre 1984.